# Batres
Batres – miejscowość w Hiszpanii we wspólnocie autonomicznej Madryt, 44 km na południe od Madrytu. Przez miasteczko przepływa rzeka Guadarrama. 
Miasto znane dziś zostało założone w XII wieku po jego odzyskaniu przez Hiszpanów z Almoravidów lub osadników z Afryki Północnej. 